# Шарпантье, Франсуа
Франсуа́ Шарпантье́ (1620—1702) — французский учёный, член французской академии.

## Деятельность
Избранный членом комиссии надписей и медалей, он явился душой этого учреждения, вскоре преобразованного в академию надписей. В литературной распре между поборниками классицизма и современности решительно встал на сторону Перро и навлёк на себя ожесточенные нападки и насмешки Расина и Буало.
Сама по себе верная мысль об уместности украшать общественные памятники французскими надписями вместо латинских, народу не понятных, вызвала против Шарпантье целую бурю со стороны консерваторов, которые немало глумились над образцами французских надписей, придуманных Шарпантье, понося их напыщенность и пошлость.
Пользуясь расположением и доверием Кольбера, Шарпантье выполнил обширный труд по учреждению торговой компании для производства меновых оборотов с Ост-Индией. Под конец жизни Шарпантье был непременным секретарём французской академии.

## Сочинения
Помимо многочисленных стихотворений, академических речей и похвальных слов, написал:
- историческую повесть «Voyage du vallon tranquille» (1675, 1796);
- «Défense de l’excellence de la langue française» (Париж, 1683);
- «Traité de la peinture parlante» (учёно-историческое истолкование произведений искусства версальской галереи, Париж, 1684);
- «De l’excellence des exercices académiques» (1695).

По некоторым догадкам, Шарпантье приписывается деятельное участие в редактировании описания путешествий Жана Шардена.